# Верхне-Тазовский заповедник
Ве́рхне-Та́зовский запове́дник — государственный природный заповедник. Создан 24 декабря 1986 года. Общая площадь — 631 308 га.
Заповедник находится в ведении Министерства природных ресурсов и экологии Российской Федерации.

## География
Заповедник расположен на Западно-Сибирской равнине, в Красноселькупском районе Ямало-Ненецкого автономного округа России. Его протяжённость составляет 150 км с севера на юг и 70 км с запада на восток. Территория разделена на два лесничества — Покольское и Раттинское, граничащие между собой по водоохранной просеке вдоль левого берега реки Ратты.
Заповедник находится в пределах Верхне-Тазовской возвышенности. Склоны холмов достигают 50 метров с образованием холмисто-моренных гряд. Территория сильно расчленена глубокими долинами маленьких рек, хорошо дренирована, развиты овраги с сухим дном. Почвы в основном кислые и переходные между лесными и болотными, сформировавшиеся на суглинисто-глинистых породах. Крупные водотоки — реки Поколька (260 км) и Ратта (210 км).
Территория заповедника составляет 631 308 га, леса занимают 534 955 га, нелесная площадь составляет 96 353 га, из неё особенную ценность представляют болота (90 713 га), акватория занимает 5517 га.

### Границы
- северная — по реке Таз между устьями рек Алага и Ратта;
- восточная — по реке Ратта до рек Тоголь-Кы и Кочепча;
- южная — по Обско-Тазовско-Енисейскому водоразделу;
- западная — по рекам Поколька и Алага.

## Климат
Климат района континентальный, с длинной холодной зимой и довольно теплым летом. Амплитуда минимальных зимних и максимальных летних температур колеблется от −49 °C до + 30 °С. Зима длится в среднем 208 дней, наступает примерно к концу второй декады октября, весна быстрая — 15—18 дней, лето составляет около 90 дней, самый тёплый месяц — июль (средняя температура до +18°С). Осень длится около полутора месяцев.
Средняя продолжительность безморозного периода составляет 83 дня. Заповедник расположен в зоне несплошной вечной мерзлоты.

## Флора
Территория заповедника входит в подзону северной тайги. Флора состоит из темнохвойной тайги (104 069 га), составленной из ели (15 014 га), кедра (89 055 га). Имеется и светлохвойная тайга: сосна (318 550 га) и лиственница (59 021 га). Лиственные и кустарники представлены берёзой, осиной, ивой древовидной, достигают площади 40 463 га. Всего выявлено 310 видов сосудистых растений.

## Фауна
Фауна типична для западносибирской тайги: лось, бурый медведь, волк, обыкновенная лисица, росомаха, соболь, горностай, ласка, американская норка, белка, белка-летяга, бурундук, ондатра и мелкие мышевидные грызуны. Из птиц встречаются орлан-белохвост, скопа, беркут, филин, кречет, серый сорокопут, тулес, краснозобая казарка, кулик-сорока, гуменник. Рептилии представлены живородящей ящерицей и гадюкой обыкновенной, амфибии — сибирским углозубом.
Рыбы: нельма, муксун, чир, пелядь, сиг-пыжьян, таймень, тугун, а в реках енисейского бассейна ленок и хариус сибирский. В среднем и верхнем течении Покольки и Ратты находятся богатые нерестилища сиговых, поэтому несмотря на малую площадь акватории в составе заповедника, его роль в сохранении нерестилищ в естественном состоянии весьма велика.
Всего на территории заповедника выявлено 548 видов насекомых, 23 вида рыб и 1 вид рыбообразных, 2 вида амфибий, 2 вида рептилий, 199 видов птиц и 36 видов млекопитающих.